# Эрбевиллер
Эрбевилле́р (фр. Herbéviller) — коммуна во французском департаменте Мёрт и Мозель региона Лотарингия. Относится к  кантону Бламон.	

## География
Эрбевиллер расположен в 45 км к востоку от Нанси. Соседние коммуны: Сен-Мартен на севере, Домевр-сюр-Везуз на востоке, Миньевиль на юго-востоке, Петтонвиль на юге, Реклонвиль, Ожевиллер и Бюривиль на юго-западе, Фремениль на западе.

## История
- Эрбевиллер был посностью сожжён во время Тридцатилетней войны (1618—1648).
- Сильно пострадал во время Первой мировой войны (1914—1918).

## Демография
Население коммуны на 2010 год составляло 219 человек.
| 1962 | 1968 | 1975 | 1982 | 1990 | 1999 | 2010 |
| ---- | ---- | ---- | ---- | ---- | ---- | ---- |
| 234  | 195  | 169  | 184  | 220  | 207  | 219  |